# セルゲイ・マグニツキー
セルゲイ・マグニツキー（ロシア語: Серге́й Леони́дович Магни́тский1972年4月8日 - 2009年11月16日）はロシアの弁護士。

## マグニツキー法
セルゲイ・マグニツキーは法執行機関と税務当局を舞台にした2億3000万ドル（当時のレートで約256億円）もの巨額横領事件を告発した。そして一年以上モスクワで拘留されながら暴力を受け続け、2009年に獄中死した。アメリカはこの事件を受け、2012年、関係者のビザ発給禁止や資産凍結を行うマグニツキー法を制定した。米国で2012年に採用されたロシアを対象としたマグニツキー法は、2016年に「グローバル・マグニツキー人権問責法」（Global Magnitsky Human Rights Accountability Act）として新たに採用され、2017年12月21日より施行されている。
2017年10月、カナダ下院でマグニツキー法のカナダ版にあたるJustice for Victims of Corrupt Foreign Officials Act（国外の腐敗高官の犠牲者に報いる処罰）が満場一致で通過。
2019年12月、欧州連合がマグニツキー法に類似した法案を設定することに合意。
2020年7月、英国で北朝鮮とロシアの49の個人・組織に対してマグニツキー法が発動。 香港やウイグル自治区の人権侵害が制裁の対象になるか注目されているという。

## 関連作品
The Magnitsky Act. Behind the Scenes - IMDb（英語）